# Malakofftorte

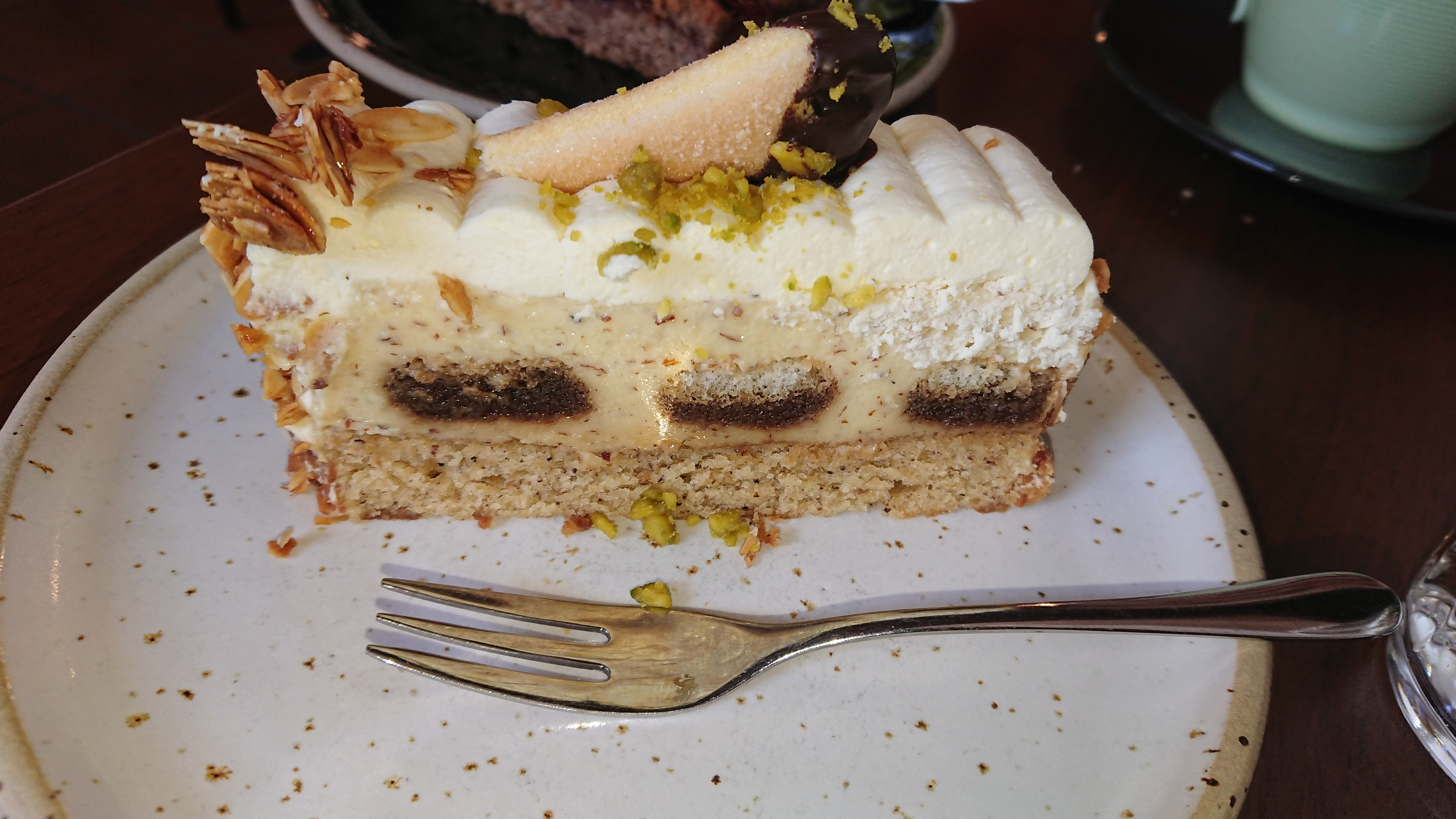
Ein Stück Malakofftorte

Malakofftorte, auch Malakoff-Torte, ist eine vor allem in Österreich bekannte Torte, die typischerweise aus Löffelbiskuits und Creme mit Rum zubereitet wird. Malakofftorten werden ähnlich einer Charlotte hergestellt, aber nicht gestürzt.
Das Österreichische Lebensmittelbuch gibt an, dass Konditorwaren mit dem Hinweis auf „Malakoff“ (auch in anderer Schreibweise), aus Biskotten oder Biskuit, der entsprechenden Füllung und allenfalls einer Garnierung bestehen. Füllung und Garnierung enthalten kein anderes Fett als Milchfett, aromatisiert wird üblicherweise mit Rum, Inländerrum oder Maraschino.
Die Rezepte haben sich bezüglich ihrer Füllung im Laufe der Zeit gewandelt: Früher mit Buttercreme gefüllt, wird heute hingegen vorwiegend Oberscreme verwendet. Mit Biskotten wird der Boden und der Rand einer Springform ausgekleidet, dazwischen Schichten aus Creme. Je nach Rezept werden die Biskotten auch mit einem Gemisch aus Milch und Rum getränkt.

## Geschichte und Wortherkunft
Der Name Malakoff tritt seit Mitte des 19. Jahrhunderts in der Kulinarik z. B. für Likör, Wurst, Pudding, Kuchen, Käse, auf und bezieht sich möglicherweise auf das im September 1855 erstürmte Fort Malakow.
Zur Feier dieser Erstürmung wurde in San Francisco im darauffolgenden November ein Kuchen von enormen Dimensionen in Form einer Festung präsentiert, welcher die Festung Malakoff darstellen sollte.
Auch in einer fiktiven Erzählung von Robert Barnabas Brough wird 1860 ein Malakoff' tea-cake zum Empfang von Offizieren von der Krim empfohlen (eigentlich ein Sally Lunn in einer Backform mit Zinnen gebacken). Später waren wohl sogenannte Malakoffbüchsen erhältlich, Backformen in Form einer Festung aus Blech mit Deckel.
Ein Kuchenrezept für Gâteau Malakoff (französisch für „Kuchen Malakoff“) kann 1882 im Kochbuch des französischen Kochs Urbain Dubois nachgewiesen werden. Aus Haselnuss-Biskuit fertigte Dubois eine Zylinderform, die er auf einen aprikotierten Tortenboden stellte, mit Buttercreme füllte und mit Vanille-Fondant überzog.
Der Name Malakoff wird heute für verschiedene Kuchen vergeben, die oft Nüsse enthalten. Am häufigsten bestehen Malakoff-Kuchen aus zwei dicken runden Dacquoise-Kuchenböden (Nussbaiser), die mit Kaffee-Mousse gefüllt werden; die Oberseite ist mit Zuckerguss überzogen. Andere Malakoff-Kuchen sind aus einem Brandteig-Ring, der mit Chantilly- oder Eiscreme sowie kandierten Früchten gefüllt wird.
Die Malakofftorte ist in der Wiener Küche geläufig und soll, Bezug nehmend auf das tschechische Wort für Milch (mléko), der böhmischen Küche entstammen.